# Troldehjertets Hemmelighed
Troldehjertets Hemmelighed er en dansk tv-serie sendt på DR1 i påsken 2023. Det er 
en fortsættelse af julekalenderen Julehjertets hemmelighed (2022).

## Plot
Det er tæt på midsommer og den 13-årige Karen bager kager på livet løs i sin lille butik. Det helt store samtaleemne i byen er forlovelsen mellem Karens storebror, den fattige staldkarl Rasmus og herregårdsdatteren Marie Louise. Pludselig dukker en pige ved navn Rebekka op i byen. Hun er sjov og vild. Hun bliver hurtigt veninder med Karen. Kort tid efter dukker endnu en fremmed op i byen; en mystisk mand ved navn Cornelius. Han siger, at han leder efter en trold og har et magisk troldehjerte med til at hjælpe sig med at lede.

## Medvirkende
| Skuespiller                | Rolle                   |
| -------------------------- | ----------------------- |
| Karla Larsen Moltsen       | Karen Høst              |
| Lova Müller Rudolph        | Rebekka                 |
| Isa Thorlacius             | Marie Louise Lindestrup |
| Maximillian Henriques Hale | Rasmus Høst             |
| Mia Lyhne                  | Rigmor Lindestrup       |
| Esben Dalgaard Andersen    | Erik Lindestrup         |
| Lise Baastrup              | Oldfruen Miriam         |
| Laurids Skovgaard Andersen | Aage af Jungshoved      |
| Vigga Bro                  | Skovkonen               |
| Ditte Ylva Olsen           | Gudrun Høst             |
| Anders Brink Madsen        | Karl Høst               |
| Roberta Reichhardt         | Fie                     |
| Daniel Andreas Ørum-Hansen | Ilter                   |
| Rasmus Bruun               | Cornelius               |
| Sigurd Moe                 | Johannes Høst           |
| Isak Celinder Faurholm     | Godfred Lindestrup      |
| Anders Skov Madsen         | Smeden                  |

## Liste over afsnit
| Nr. | Titel                     | Link     |
| --- | ------------------------- | -------- |
| 1   | Den forstenede trold      | På dr.dk |
| 2   | Kaos i kirken             | På dr.dk |
| 3   | Et farligt besøg          | På dr.dk |
| 4   | Skovkonens hemmelighed    | På dr.dk |
| 5   | Jagten på troldehjertet   | På dr.dk |
| 6   | Trolden er løs            | På dr.dk |
| 7   | Hjerteveninder for altid? | På dr.dk |